# Amnésie dissociative
L'amnésie dissociative (autrefois dite amnésie psychogène) est une amnésie rétrograde, fonctionnelle ou dynamique mais non-lésionnelle, allant de l’« amnésie focale » à l’« amnésie globale ». Elle apparait soudainement, presque toujours à la suite d'une traumatisme psychologique et/ou corporel (éventuellement "inconnu" du patient ou de son entourage) ou d'un stress important, mais il existe des cas n'ayant pas de cause apparente. Les caractéristiques cliniques de ce type d'amnésie varient en outre selon le contexte culturel de la personne concernée.  
Cette forme d'amnésie est caractérisée par des difficultés ou une impossibilité à évoquer des souvenirs personnels importants souvent émotionnellement chargés. En général, il n'y a pas d'amnésie antérograde et l'amnésie est temporaire (pouvant perdurer de quelques heures à plusieurs décennies, selon les cas).  

## Sémantique
Le mot dissociatif est apparu dans le DSM-IV (à la place de psychogène, mot jugé trop imprécis mais encore cité comme synonyme dans la CIM-10). La « dissociation », pour Pierre Janet (1893) est un état « crépusculaire » caractérisé par un  « rétrécissement du champ de la conscience ».

## Physiopathologie
Le mécanisme neuronal et physiologique précis de ce trouble psychiatrique (autrefois controversé), reste mal expliqué mais un nombre croissant de données sur son épidémiologie, sa neurobiologie et sa neuroimagerie plaident pour sa réalité. La partie de la mémoire affectée concerne principalement la mémoire épisodique-autobiographique. 

## Prévalence
En raison de sa nature, l'amnésie dissociative est probablement significativement sous-détectée. Ses caractéristiques cliniques diffèrent selon les groupes culturels.  
Depuis 2015, elle fait partie des symptômes possibles d'un trouble de stress post-traumatique (DSM5, 2015) par exemple induits par des faits de guerre, viols, agressions, abus sexuels et/ou autres maltraitances dans l'enfance.

## Typologies
Dans tous les cas, la personne peut oublier des informations personnelles importantes ou des événements importants (amnésie rétrograde) correspondant à une courte ou une longue période du passé ; en général, il n'y a pas d'amnésie antérograde. 
Habituellement, les souvenirs peuvent être récupérés, parfois de manière spectaculaire, lors d'une psychothérapie, ou sous l'effet d'un contexte émotionnel présentant des similarités ou faisant écho à celui qui a causé l'amnésie. Ceci suggère qu'il y a eu dans le cerveau (au niveau du lobe frontal probablement) un blocage temporaire des traces mnésiques et/ou de la récupération de ces souvenirs.
Selon Van Der Hart & Nijenhuis (2001), « contrairement à l’opinion exprimée dans le DSM-IV, qui stipule que l’amnésie dissociative se rapporte à une incapacité à se souvenir d’informations personnelles, une amnésie générale (AG qui désigne une perte de souvenirs des événements) peut également impliquer la perte et la récupération de la mémoire sémantique et de la mémoire procédurale. En cas de perte de mémoire épisodique authentique, la récupération de la mémoire sémantique et procédurale précède généralement la récupération de la mémoire épisodique, spécialement concernant les souvenirs traumatiques authentifiés »
Dans une certaine mesure, les souvenirs perdus affectaient le fonctionnement actuel et, dans certains cas, étaient associés à une alternance de personnalités dissociatives. 
Ces amnésies, souvent temporaires, peuvent être lacunaires ou globales, avec ou sans fugue dissociative (selon le DSM-V). Elles sont souvent découvertes à l'occasion d’événements neurologiques bénins où l’état de conscience se modifie sans aucune anomalie sur l’imagerie structurale.

## Diagnostic différentiel
Le diagnostic de cette déficience fonctionnelle de la mémoire est posé après avoir éliminé deux possibilités :
- une amnésie lésionnelle (causée par exemple possiblement par un traumatisme crânien, un accident vasculaire cérébral, une tumeur ou une infections qui auraient endommagé une partie du cerveau impliquée dans la mémoire)
- la prise de toxiques (ou médicaments) susceptibles d'affecter négativement la mémoire.

Des auteurs comme Allen et al.(1999) suggèrent d'aussi porter une attention particulière aux indices permettant de différentier les défaillances de mémoire réversibles de troubles irréversibles chez les patients présentant des symptômes dissociatifs. En effet, les troubles dissociatifs classiques (amnésie dissociative mais aussi trouble dissociatif de l'identité) sont réversibles, alors qu' un échec de l'encodage dans la mémoire, possiblement lié à un détachement dissociatif sévère, pourrait empêcher toute récupération de certains souvenirs autobiographiques. Selon eux, un détachement dissociatif intriqué à des problèmes neurobiologiques altérant définitivement la mémoire, doit, dans la mesure du possible, être correctement diagnostiqué, pour améliorer l'information et la psychothérapie des patients (et également la Recherche dans ce domaine).
La neuroimagerie peut confirmer des anomalies. Ainsi, méta-analyse de vingt-deux études (dont une étude contrôlée portant sur un grand échantillon de cas) a montré qu'au repos, on observe « un cortex préfrontal inférieur droit hypo-activé, associé à une hypoactivité limbique et à une moindre activation des structures hippocampiques et para-hippocampiques. Les patients présentaient également des schémas anormaux d’activation cérébrale lors de l’exécution de tâches de mémoire. Lors des tests de reconnaissance des souvenirs de la période amnésique, les patients ont montré une activation accrue dans les zones temporales (gyri hippocampique et para-hippocampique) et le réseau limbique » quand ils cherchent à retrouver les souvenirs d’une période amnésique (par rapport à une période dont ils se souviennent), les patients n'arrivent pas à activer efficacement ces structures, mais l'imagerie montre un fonctionnement redevenu normal chez ceux qui ont retrouvé la mémoire.

## Amnésie dissociative et Psyché
Des travaux suggèrent l'hétérogénéité probable de ces tableaux, et invitent à ne pas sous-estimer le risque suicidaire des patients concernés.
Bien que les informations oubliées soient, au moins provisoirement, inaccessibles à la conscience, elles continuent parfois d'influencer le comportement (p. ex., une femme qui a été violée dans un ascenseur refuse d'y monter même si elle est incapable de se souvenir du viol). 
C'est chez les victimes de violences sexuelles dans l'enfance qu'on retrouve le plus d'amnésies dissociatives complètes ou partielles documentées. Un mécanisme de sauvegarde s'est alors déclenché dans le cerveau, le protégeant ainsi d'un stress extrême. 
Le retour brusque de tout ou partie de ces souvenirs peut plonger la personne dans une grande détresse psychique. Dans environ 30% des cas d'amnésie post-traumatique, la perte de mémoire des faits dure plus de 20 ans.

## Facteurs de risques ou associés
Neil A Harrison et al. (2017) notent que « les antécédents de traumatisme crânien » sont chez les personnes victimes d'amnésie dissociative statistiquement plus fréquents que dans la population générale, « reflétant peut-être un « épisode d’apprentissage » prédisposant à une amnésie psychologique ultérieure » et ajoutent que « la dépression clinique, les problèmes familiaux et relationnels, les problèmes financiers et d’emploi et l’incapacité à reconnaître la famille étaient également statistiquement plus fréquents dans ce groupe ».

## Traitements, récupération de la mémoire
Selon Staniloiu (2014), on ne dispose pas encore de « traitement fondés sur des preuves », ni d'un cadre général pour la réhabilitation de la mémoire perdue. Taïb et al. (2023) notent qu'au vu des données disponibles, « les patients atteints d’amnésie dissociative présentent un large dysfonctionnement du réseau préfronto-temporo-limbique. Certaines des zones cérébrales impliquées dans ce réseau pourraient représenter des cibles potentielles pour des traitements innovants ».
Aucune distorsion sévère de la mémoire n'est signalée lors de la récupération.